# Вандербемден, Робин
Робин Вандербемден (нидерл. Robin Vanderbemden; род. 10 февраля 1994, Тиф, провинция Льеж, Валлония, Бельгия) — бельгийский легкоатлет, специализирующийся в беге на короткие дистанции. Чемпион Европы 2016 года в эстафете 4×400 м. Двукратный чемпион Бельгии. Член сборной Бельгии на летних Олимпийских играх 2016 года.

## Биография
Дебютировал на международной арене в 17 лет, когда выступил на Европейском юношеском олимпийском фестивале в турецком Трабзоне, где не смог выйти в финал на дистанции 200 метров.
В 2013 году, будучи юниором, выиграл зимний чемпионат страны среди взрослых в беге на 60 метров. Отобрался в финал юниорского чемпионата Европы на дистанции 200 метров, где занял восьмое место.
С 2015 года стал чаще выступать в беге на 400 метров. Первые успехи пришли почти сразу: финал молодёжного чемпионата Европы и участие в чемпионате мира. На дебютном мировом первенстве бежал в финале на втором этапе эстафеты 4×400 метров (сборная Бельгии заняла пятое место с результатом 3.00,24).
На чемпионате мира в помещении 2016 года вновь был в составе эстафетной команды. В финале после двух этапов бельгийцы боролись за медали, однако Вандербемден в самом начале своего этапа выронил палочку и лишил свою сборную шансов на пьедестал.
Помог команде выйти в финал эстафеты на чемпионате Европы 2016 года, после чего был заменён и наблюдал за решающим забегом в качестве запасного (партнёры по команде выиграли золото). Был включён в состав сборной Бельгии на Олимпийские игры 2016 года, но на беговую дорожку так и не вышел.
Является выпускником школы менеджмента Льежского университета. Тренируется в клубе AC Seraing.

## Основные результаты
| Год  | Турнир                                      | Место проведения      | Дисциплина       | Место       | Результат |
| ---- | ------------------------------------------- | --------------------- | ---------------- | ----------- | --------- |
| 2011 | Европейский юношеский олимпийский фестиваль | Трабзон, Турция       | 200 м            | 10-е (заб.) | 21,98     |
| 2013 | Чемпионат Европы среди юниоров              | Риети, Италия         | 200 м            | 8-е         | 21,39     |
| 2015 | Чемпионат Европы среди молодёжи             | Таллин, Эстония       | 400 м            | 8-е         | 47,20     |
| 2015 | Чемпионат мира                              | Пекин, Китай          | эстафета 4×400 м | 5-е         | 3.00,24   |
| 2016 | Чемпионат мира в помещении                  | Портленд, США         | эстафета 4×400 м | 6-е         | 3.09,71   |
| 2016 | Чемпионат Европы                            | Амстердам, Нидерланды | 200 м            | 26-е (заб.) | 21,17     |
| 2016 | Чемпионат Европы                            | Амстердам, Нидерланды | эстафета 4×400 м | 4-е (заб.)  | 3.03,15   |